# Emil Fröschels
Emil Fröschels (* 24. August 1884 in Wien; † 18. Jänner 1972 in New York) war ein österreichischer Facharzt für Sprach- und Stimmheilkunde.
Er war Laryngologe und Hauptvertreter der Logopädie. Er führte 1924 den Begriff Logopädie in den medizinischen Sprachgebrauch ein. Zusammen mit Karl Cornelius Rothe gilt er als Gründer der Sprachheilpädagogik.

## Leben
Fröschels schloss seine Matura 1902 am Staatsgymnasium im 6. Bezirk ab und studierte anschließend an der Wiener Universität Medizin. Er arbeitete von 1905 bis 1908 am St. Anna Kinderspital der Wiener Universität und war Hospitant am Institut für Chemie. Im Jahr 1907 wurde er promoviert, 1908 begann er an der Ohrenklinik (otologische Klinik) der Wiener Universität unter der Leitung von Viktor Urbantschitsch zu arbeiten, da er die Absicht hatte, Ohrenarzt zu werden. Er musste diese Absicht aber fallen lassen, da sein plastisches Sehvermögen für die Otoskopie nicht ausreichte. Nun wandte er sich den Stimm- und Sprachstörungen zu, ging zu Hermann Gutzmann sen. nach Berlin und eröffnete nach seiner Rückkehr im Jahr 1909 ein Ambulatorium für Sprachstörungen an der Ohrenklinik, das er viele Jahre leitete und das durch die Spezialisierung auf dem Gebiet der Sprachstörungen und deren Korrekturmöglichkeiten international bekannt wurde. Er wurde 1914 zum Dozenten der Ohrenheilkunde habilitiert. Während des Ersten Weltkrieges war er Chefarzt der Abteilung Kopfschüsse und Sprachstörungen des Garnisonspitals Wien.
Nach dem Krieg arbeitete er bis 1926 an der nun von Heinrich Neumann von Héthárs geleiteten Ohrenklinik und war gleichzeitig Assistent für Phonetik am Physiologischen Institut. 1920 errichtete er zusammen mit Kollegen und Pädagogen eine Sprachfürsorgestelle für Schulkinder der Stadt Wien. 1921 veranstalteten Emil Fröschels und Karl Cornelius Rothe in Wien erstmals Sonderkurse über Stimm- und Sprachheilkunde für Pädagogen und gründeten die Sprachheilschule zur Ausbildung von Sprachheillehrern in Österreich.
1924 gründete er die internationale Gesellschaft für Logopädie und Phoniatrie (International Association for Logopedics and Phoniatrics IALP), deren Vorsitzender er von 1924 bis 1953 war. An der Lehrerbildungsanstalt und an der Musikhochschule unterrichtete er Sprach- und Stimmheilkunde. Er war Mitglied des Vereins für Psychiatrie und Neurologie, Präsident der Österreichischen Gesellschaft für Psychologie des abnormen Kindes und von 1926 bis 1938 Präsident der Österreichischen Gesellschaft für Experimentalphonetik.
Er engagierte sich im Verein für Individualpsychologie bei der Erziehungsberatung und gründete 1926 ein individualpsychologisches Ambulatorium für Sprachstörungen an der Poliklinik, das er in Zusammenarbeit mit Alfred Adler und Leopold Stein leitete. 1927 wurde Fröschels zum außerordentlichen Professor an der Universität Wien ernannt.
Nach dem Anschluss Österreichs wurde Fröschels wegen seiner jüdischen Herkunft zwangsbeurlaubt und verlor seine venia legendi. 1939 emigrierte er in die USA, wo er eine Stelle als Forschungsprofessor für Sprachstörungen an dem von Max Aaron Goldstein geleiteten Central Institute for the Deaf an der Washington University in St. Louis fand. Von 1940 bis 1949 war er Direktor an der von ihm gegründeten Sprach- und Stimmklinik am Mount Sinai Hospital und von 1950 bis 1955 am Beth David Hospital in New York. Ab 1947 war er Präsident der New York Society of Speech and Voice Therapy. Er lehrte an der Pace College New York und war der erste Direktor des Alfred Adler Instituts in New York.

## Werk
Fröschels gilt neben Hermann Gutzmann sen. als Pionier der modernen Sprachforschung und Begründer der Logopädie. 1909 publizierte er einen Vortrag Über das Wesen und die Behandlung von Sprachkrankheiten. 1913 veröffentlichte er sein Lehrbuch der Sprach- und Stimmheilkunde, das mit den Werken von Gutzmann zur Anerkennung der Sprach- und Stimmheilkunde innerhalb der Medizin beitrug. Seine Forschung galt den psychologischen Ursachen der verschiedenen Sprach- und Sprechstörungen. Er führte das Stottern auf psychische und nicht auf angeborene Ursachen zurück. Er entwickelte eine Therapie für Stotterer, die durch Kaubewegungen beim Sprechen die typischen Verkrampfungen lösen und gleichzeitig die verschiedenen Muskeln des Sprechapparates anregen sollten. Die Therapeuten unterstützten diesen Prozess im Sinne der Individualpsychologie durch ermutigenden Zuspruch. Er war auch bei der Erfindung der Fröschel-Scholit-Prothese zur Korrektur des Wolfsrachens beteiligt
Er schrieb 23 Bücher und rund 300 Artikel über Sprachstörungen, Psychotherapie und philosophische Themen und war Mitglied der American Speech Correction Association, der Association for the Advancement of Psychotherapy, der Rudolf Virchow Society usw.
Als Mitarbeiter war Fröschels am Lexikon der gesamten Therapie beteiligt.

## Auszeichnung
- 1961 erhielt er das Österreichische Ehrenkreuz für Wissenschaft und Kunst Erster Klasse der österreichischen Regierung für seine Verdienste im Bereich der Wissenschaft.
- Er wurde von der International Association of Logopedics and Phoniatrics (IALP) zum Ehrenmitglied ernannt[5].

## Schriften (Auswahl)
- Lehrbuch der Sprachheilkunde (Logopädie) für Aerzte, Pädagogen und Studierende. Verlag Deuticke, Leipzig/Wien 1913
- Hilfsbuch für die Behandlung von Sprachstörungen. Perles Verlag, Wien 1916
- Ratschläge für die Erziehung kleiner Kinder. Perles Verlag, Wien 1916
- Kindersprache und Aphasie: Gedanken zur Aphasielehre auf Grund von Beobachtungen der kindlichen Sprachentwicklung und ihrer Anomalien unter Berücksichtigung der modernen Psychologie. Karger Verlag, Berlin 1918
- Die sprachärztliche Therapie im Kriege. Verlag Urban & Schwarzenberg, Berlin/Wien 1919
- Singen und Sprechen: Ihre Anatomie, Physiologie, Pathologie und Hygiene. Verlag Deuticke, Leipzig/Wien 1920
- Psychologie der Sprache. Verlag F. Deuticke, Wien 1925
- Das Stottern (assoziative Aphasie). Verlag F. Deuticke, Wien 1925
- Stimme und Sprache in der Heilpädagogik. Verlag C. Marhold Halle a. S.
- Sprach- und Stimmstörungen (Stammeln, Stottern usw.). Verlag Julius Springer, Berlin 1929
- Methoden zur Untersuchung der Sinnesorgane. Verlag Urban & Schwarzenberg, Berlin/Wien 1920–1937 (5 Bände)
- Angst: eine philosophisch-medizinische Betrachtung. Verlag Karger, Basel 1950